# Пикліша
Пикліша (рум. Pâclișa) — село у повіті Алба в Румунії. Адміністративно підпорядковане місту Алба-Юлія.
Село розташоване на відстані 269 км на північний захід від Бухареста, 5 км на південний захід від Алба-Юлії, 81 км на південь від Клуж-Напоки.

## Населення
За даними перепису населення 2002 року у селі проживали 880 осіб. Рідною мовою 874 особи (99,3%) назвали румунську.
Національний склад населення села:
| Національність | Кількість осіб | Відсоток |
| -------------- | -------------- | -------- |
| румуни         | 852            | 96,8%    |
| цигани         | 21             | 2,4%     |